# Patricio Hurtado Pereira
Patricio Hurtado Pereira (Cauquenes, 17 de septiembre de 1928 - Santiago, 27 de octubre de 2014) fue un abogado, periodista y político chileno.

## Biografía

### Primeros años
Nació en Cauquenes el 17 de septiembre de 1928. Hijo de Luis Hurtado Manríquez y Olga Pereira.
Se casó con Luz María Pinochet Arias, unión de la cual nacieron diez hijos. Posteriormente, con Carmen Muñoz Guzmán, tuvo dos hijos.
Realizó sus estudios primarios y secundarios en la Escuela Población Santa Sofía de Cauquenes, en el Liceo de Hombres de la misma ciudad y en el Internado Nacional Barros Arana (INBA), donde obtuvo el grado de Bachiller en 1947. Luego de finalizar su etapa escolar, ingresó a la Universidad de Chile titulándose de abogado el 22 de junio de 1956, con la presentación de la tesis: "La propiedad del empleo y la reforma de la empresa capitalista". Después de titularse, efectuó cursos de postgrado en los Estados Unidos y en diversos países latinoamericanos.
Una vez egresado, ejerció su profesión en Cauquenes desde 1956 hasta 1964. También se dedicó a la docencia siendo profesor de Ciencias Sociales y Políticas en la Escuela Militar entre 1952 y 1962; y ayudante de la Cátedra del Profesor Felipe Herrera Lane y Orlando Letelier. Miembro del Seminario de Ciencias Económicas de la Escuela de Derecho de la Universidad de Chile.
Entre 1950 y 1953 fue secretario del ministro de Hacienda y desde 1953 trabajó como abogado del Consejo de Comercio Exterior y Aduanas del Banco Central de Chile.

### Carrera política
Inició sus actividades políticas al integrarse al Partido Conservador ocupando el puesto de presidente de la Juventud de Cauquenes entre 1943 y 1944. Al año siguiente asumió como delegado ante la Junta Nacional de la Juventud Conservadora y miembro del Directorio Nacional del partido hasta 1946, fecha en que además fue delegado del Maule a la Convención de partidos de derecha. En 1947 alcanzó la presidencia provincial de la Juventud del Maule, mismo año en que participó de la XIV Convención del Partido Conservador celebrado en Santiago. Más tarde se incorporó a la Falange Nacional cumpliendo como presidente nacional de la Juventud permaneciendo hasta 1957. En 1957 se inscribió en el Partido Demócrata Cristiano donde asumió como primer presidente universitario y de la Juventud. En 1958 se le designó jefe de la campaña presidencial de Eduardo Frei Montalva en Cauquenes.
En las elecciones parlamentarias de 1961 fue elegido diputado por la Decimotercera Agrupación Departamental "Cauquenes, Constitución, Chanco" período 1961 a 1965. Fue diputado reemplazante en la Comisión Permanente de Gobierno Interior e integró la Comisión Permanente de Relaciones Exteriores. Miembro de la Comisión Especial de Deportes y Educación Física, 1961 y del vino, 1963-1965; Especial Investigadora "Plan Camelot", 1965. En el año 1961 fue miembro del Grupo Interparlamentario.
En 1962 viajó a Cuba, invitado por Fidel Castro y participó del Seminario Sociedad Civil y Política en América Latina realizados en La Habana y Las Villas.
En 1965 fue a Estados Unidos en misión preparatoria de la visita del presidente Lyndon B. Johnson a Chile.
En las elecciones parlamentarias de 1965 fue reelecto diputado por la Decimotercera Agrupación Departamental, periodo 1965 a 1969. Integró la Comisión Permanente de Relaciones Exteriores y la de Constitución, Legislación y Justicia. Participó de las Comisiones Especiales de Desarrollo Económico, Provincias de Chiloé, Aysén y Magallanes, 1965-1966; y de Madeco, Manufacturas del Cobre, 1966-1967. También fue delegado de Chile a reuniones parlamentarias latinoamericanas y al Congreso de Solidaridad con Vietnam celebrado en Montreal en 1968 y asistió a seminarios en la Universidad de Berkeley, California y en la Universidad de Washington entre 1967 y 1968.
El 10 de marzo de 1966 fue expulsado del PDC debido a discrepancias con la directiva, razones que expuso en su folleto "Felonía en Libertad" de 1968. Luego de su salida permaneció como independiente hasta 1968, cuando fundó el Movimiento de Rebeldía Nacional, el que presidió hasta 1971. Este último se fusionó con el Partido Social Demócrata, del que fue subsecretario general y presidente de la Comisión Política.
Entre 1970 y 1973 fue representante del presidente de la República en Celulosa Constitución S.A.
En 1972, se incorporó a la Izquierda Cristiana donde permaneció hasta 1973.

### Régimen militar y vida posterior
Tras el golpe de Estado del 11 de septiembre de 1973 estuvo detenido en el Estadio Nacional siendo posteriormente trasladado al Campo de Prisioneros Chacabuco donde permaneció preso por un año.
Entre 1974 y 1989 ejerció como abogado en Santiago y se dedicó a la agricultura en el fundo "San Ignacio" de Cauquenes. En 1979 asistió a un Seminario sobre Derechos Humanos dictado por el profesor Joaquín Ruiz-Giménez en la Universidad Complutense de Madrid, España. Además, estudió la carrera de Periodismo, titulándose en 1989. Ese mismo año, comenzó a trabajar como notario público de Los Vilos hasta 1993.
Falleció el 27 de octubre de 2014, en Santiago.